# Kalinik z Gangry
Kalinik z Gangry, gr. Καλλίνικος ο εν Γάγγραις, cs. Muczenik Kallinik, gr. Καλλίνικος (zm. 29 lipca ok. 250 lub później w Gangrze w Azji Mniejszej, dzisiejsze Çankırı w Turcji) – męczennik za panowania cesarza Decjusza, święty Kościoła katolickiego i prawosławnego.

## Żywot świętego
Według rosyjskiej hagiografii Kalinik pochodził z Cylicji we Frygii. Urodził się w chrześcijańskiej rodzinie. Już jako dorosły, widząc wokół śmierć i czczenie pogańskich bogów, udał się do miast i wsi głosząc poganom Słowo Boże i nauki Jezusa Chrystusa. Wielu nawrócił na chrześcijaństwo. Będąc w Galacji w Ankirze (dzisiejsza Ankara) święty spowiednik został zatrzymany i postawiony przed sąd gubernatora Sakerdona, prześladowcę chrześcijan. Sakerdon, grożąc torturami i śmiercią, nakazał Kalinikowi złożyć świętą ofiarę bogom, a gdy ten odmówił, został poddany ciężkim torturom. Prowadzących go na stos, trudną drogą, żołnierzy zmogło pragnienie a Kalinik, z pomocą Pana, postawił przed nimi kamienną fontanną. Wdzięczni swemu Zbawicielowi, obawiali się własnej śmierci, dlatego też Kalinik dziękując Panu, samowolnie wszedł do płonącego stosu w Gangrze i oddał duszę Bogu.

## Kult
Istnieją wczesne oznaki czci oddawanej Kalinikowi w Gangrze. W swym De situ Terrae sanctae (520-530) pielgrzym Teodozy (archidiakon) świadczy o tym, jakim kultem otaczany był grób Świętego.
Wspomnienie liturgiczne w Kościele katolickim obchodzone jest 29 lipca.
Wyznawcy prawosławia wspominają męczennika 29 lipca/11 sierpnia, tj. 11 sierpnia według kalendarza gregoriańskiego,